# マンガ金正日入門
『マンガ金正日入門』（マンガきむじょんいるにゅうもん）とは飛鳥新社から出版された書籍（漫画）のシリーズ。著者は李友情（リ・ウデョン）、翻訳は李英和。北朝鮮の最高指導者であった金正日を膨大な資料や証言を基として描いた作品。韓国では発売禁止となった。1作目は2003年（平成15年）の書籍の売り上げで8位だった。
2006年（平成18年）に小学館文庫から『マンガ金正日の正体』という題名で文庫版が出版された。また、2011年（平成23年）には河泰慶著、崔炳善漫画、李英和監修の『マンガ金正恩入門』というマンガも出版された
訳者まえがきによれば、原稿が紛失したため日本語版は最初から描き直しているとのことである。

## 書誌情報
- 李友情作・漫画『マンガ金正日入門　拉致国家北朝鮮の真実』李英和訳・監修、飛鳥新社、2003年8月。ISBN 4-87031-575-0。
- 李友情作・漫画『マンガ金正日入門　北朝鮮将軍様の悪夢』 2巻、李英和訳・監修、飛鳥新社、2004年3月。ISBN 4-87031-602-1。
- 李友情作・漫画『マンガ金正日最後の日　2005年 恐怖政治終焉のシナリオ！』李英和訳・監修、宝島社、2004年11月。ISBN 4-7966-4343-5。 - 『マンガ金正日入門』の第3弾。
- 李友情作・漫画『マンガ金正日の正体』李英和訳・監修、小学館〈小学館文庫〉、2006年10月。ISBN 4-09-406003-0。 - 『マンガ金正日入門』（飛鳥新社、2003年刊）の改題。
- 河泰慶原作、崔炳善漫画『マンガ金正恩入門――北朝鮮　若き独裁者の素顔』李英和監修、ティー・オーエンタテインメント、2011年7月。ISBN 978-4-904376-61-4。